# Minidorysthetus marqueti
Minidorysthetus marqueti är en skalbaggsart som beskrevs av Soula 2002. Minidorysthetus marqueti ingår i släktet Minidorysthetus och familjen Rutelidae. Inga underarter finns listade i Catalogue of Life.